# Communauté de communes du Haut-Buëch
Die Communauté de communes du Haut-Buëch ist ein ehemaliger französischer Gemeindeverband mit der Rechtsform einer Communauté de communes im Département Hautes-Alpes in der Region Provence-Alpes-Côte d’Azur. Sie wurde am 14. Dezember 2000 gegründet und umfasste acht Gemeinden. Der Verwaltungssitz befand sich im Ort Aspres-sur-Buëch.

## Ehemalige Mitgliedsgemeinden
1. Aspremont
2. Aspres-sur-Buëch
3. La Beaume
4. La Faurie
5. La Haute-Beaume
6. Montbrand
7. Saint-Julien-en-Beauchêne
8. Saint-Pierre-d’Argençon